# Kedungkandang (plaats)
Kedungkandang is een bestuurslaag in het regentschap Malang van de provincie Oost-Java, Indonesië. Kedungkandang telt 9814 inwoners (volkstelling 2010).